# Synergist
Een synergist is een spier die samen met de agonist een beweging mogelijk maakt. Hierbij is de agonist verantwoordelijk voor de hoofdbeweging en de synergist verantwoordelijk voor het begeleiden van de hoofdbeweging, ook wel meewerkende spier genoemd. 